# Interponat
Der Begriff Interponat, abgeleitet vom Wort Interposition (deutsch „Zwischenschaltung“ oder „Einfügung“), bezeichnet in der Medizin die Überbrückung von größeren Gewebeschädigungen, insbesondere an Blutgefäßen, Knochen, Sehnen und auch Nerven, durch den chirurgischen Einsatz von Transplantaten oder Implantaten. Hierzu kann zum einen körpereigenes Gewebe aus anderen Bereichen des Körpers entnommen werden, das dann als autologes Transplantat bezeichnet wird. Zum anderen ist auch der Einsatz von Prothesen aus körperfremden Materialien wie Metallen und Kunststoffen möglich, für welche die Bezeichnung Biomaterialien üblich ist. 
Ein als Interponat eingefügtes Implantat dient unter anderem der Wiederherstellung einer Verbindung nach einer Verletzung wie beispielsweise beim Bruch eines Knochens oder dem Riss einer Sehne. Auch der Ersatz eines Teilstücks einer anatomischen Struktur, das durch Verletzung oder Krankheit in seiner Funktion beeinträchtigt ist, kann durch ein Interponat erfolgen. Eine solche Form der Anwendung sind beispielsweise Gefäßprothesen zum Ersatz geschädigter Blutgefäßabschnitte. 
Eine operationstechnische Alternative zu einem Interponat, vor allem in der Gefäßchirurgie, ist das Einsetzen eines Bypasses. Dabei wird das Implantat nicht als Ersatz des geschädigten Bereiches eingesetzt, sondern als zusätzlich vorhandene Umgehung. Die Entscheidung zwischen Interponat und Bypass erfolgt nach den konkreten medizinischen Umständen, wie Lage und Ausmaß der Schädigung sowie Art und Größe des betroffenen Gefäßes.
In der Viszeralchirurgie kommen Koloninterponate zur Anwendung. 